# Битва при Фессалониках (995)
Сражение при Фессалониках (болг. Битката при Солун) — сражение 995 г. или ранее, случившееся рядом с городом Фессалоники в ходе византийско-болгарской войны между царём Самуилом и дуксом Григорием Таронитом.

## Предыстория
После победы в битве у Траяновых врат и последующего мятежа на востоке империи Варды Фоки Младшего Самуил получил возможность атаковать византийские крепости по всему Балканскому полуострову. Закрепив свою власть над большей частью северных Балкан, он начал поход против второго по величине города Византии Фессалоники, управлявшегося дуксом Григорием Таронитом.
Точная дата этой кампании и последующего сражения неясна. Армянский источник относит это к 991 г., в то время как отчет Иоанна Скилицы подразумевает 996 г. Однако Иоанн Халдос упоминается как дукс Фессалоник в 995/995 гг., следовательно поход должен был произойти не позже 995 г.

## Ход сражения
Самуил направил к городу небольшой отряд, а основные силы его армии остались позади, чтобы тщательно подготовить засаду для византийской армии. Когда болгарский отряд подошел к Фессалонике, Григорий Таронит послал своего сына Ашота с авангардом, чтобы вступить в бой и разведать расположение болгар. Ашот отбросил болгар, но попал в засаду и вместе со своими людьми был окружен. Его отец с основными византийскими силами, бросился ему на помощь, но был убит, пытаясь добраться до него.

## Последствия
Ашот Таронит был взят в плен и увезен в Болгарию, где вскоре женился на дочери Самуила Мирославе. Он был назначен губернатором Диррахия, откуда вскоре с супругой сбежал на византийских кораблях в Константинополь, после чего организовал сдачу Диррахия византийцам.
В Фессалонике Таронитов сменил Иоанн Халдос, который в 996 г. был побеждён болгарами и схвачен. Ободренный своими успехами, Самуил отправился с грабежами в фему Эллада. Он захватил Ларису и достиг Коринфа, после чего узнал о приближении византийской армии под командованием Никифора Урана и вернулся на север. Две армии встретились у реки Сперхиос, где Самуил потерпел поражение. Но византийско-болгарские войны продолжались до окончательного поражения Болгарии в 1018 году.